# Arlon
Město Arlon (nizozemsky Aarlen, německy a lucembursky Arel) leží na jihovýchodě Belgie 185 kilometrů od hlavního města Bruselu blízko hranic s Lucemburskem.
Je správním centrem valonské provincie Lucemburk.
Jeho rozloha činí přibližně 119 km² a počet obyvatel je 26 438 (podle údajů z 1. července 2006).
Arlonem prochází železniční koridor ve směru Brusel-Lucemburk-Štrasburk.
Ve městě pramení řeka Semois.

## Historie
Arlon, stejně jako Tournai a Tongeren, patří mezi nejstarší belgická města.
Když v polovině 1. století př. n. l. dobyl Julius Caesar Galii, patrně již v údolí řeky Semois na místě Arlonu existovala keltská vesnice.
Z období římské nadvlády pocházejí četné archeologické vykopávky, které vypovídají o tom, že se v té době město rozvíjelo a byly v něm zřízeny termální lázně.
Římané město nazývali Orolaunum.
Na konci 3. století římské impérium čelilo útokům germánských kmenů.
Z toho důvodu bylo na kopci nad údolím vybudováno opevnění, kam se uchýlili obyvatelé města.
Ve středověku patřil Arlon Limburskému vévodství a roku 1226 se stal součástí Lucemburského hrabství. Kvůli požáru roku 1785 se v centru města nedochovaly středověké památky.
Roku 1793 došlo k bitvě u Arlonu, ve které Francouzi zvítězili nad rakouskými vojsky.
Během obou světových válek byl Arlon okupován Němci.
Roku 2004 proběhl v Arlonu soudní proces s pedofilem Markem Dutrouxem.

## Významné budovy
- Kostel sv. Donáta (L'église Saint-Donat) ze 17. století
- Kostel sv. Martina (L'église Saint-Martin), vybudován v neogotickém stylu v letech 1907-1914
- Nejstarší synagoga v Belgii, otevřená v roce 1865
- Radnice, postavená v letech 1842-1843
- Bývalý Justiční palác (L'Ancien Palais de Justice), postaven v letech 1864-1866

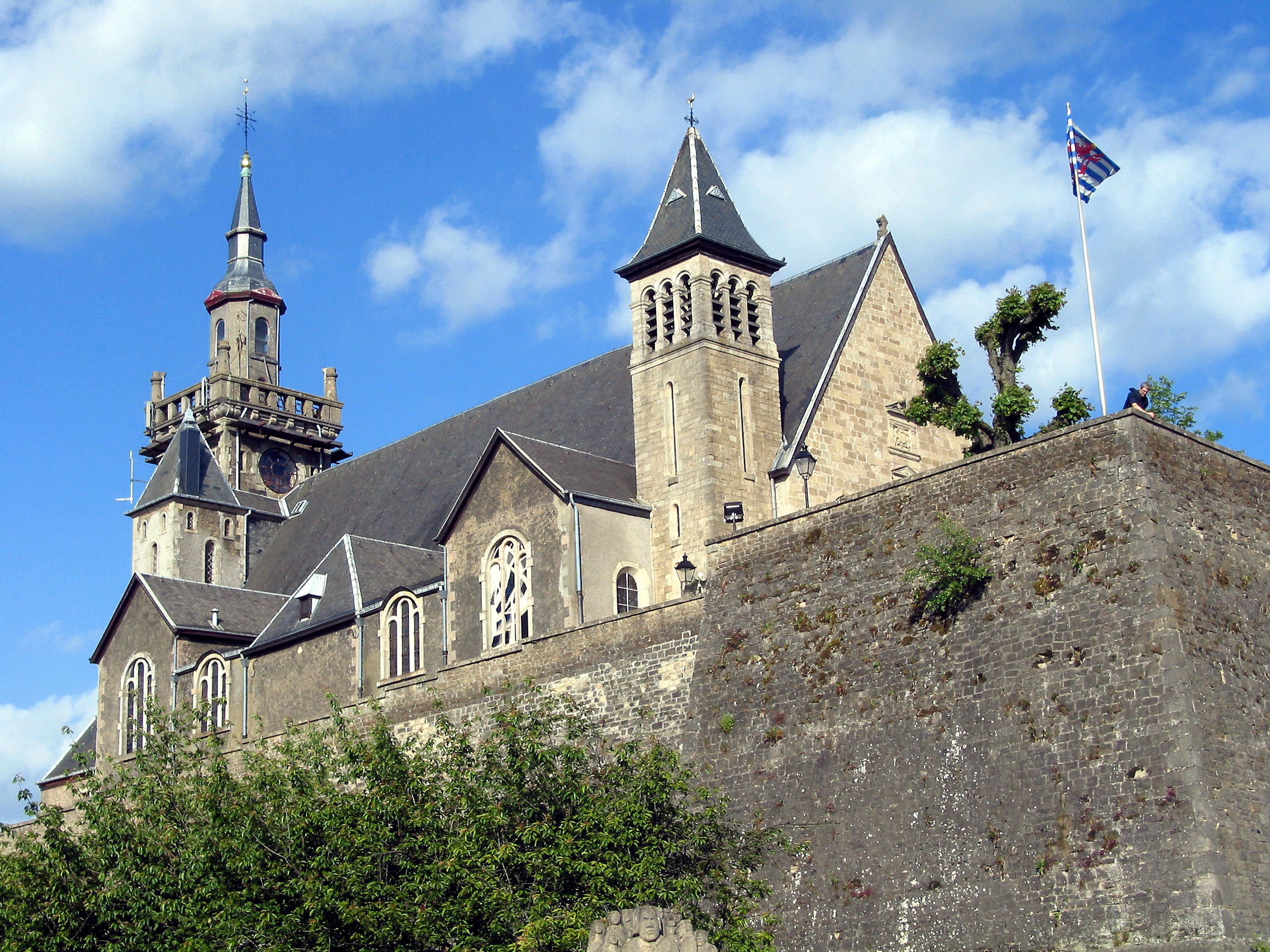
Kostel sv. Donáta (17. stol.)
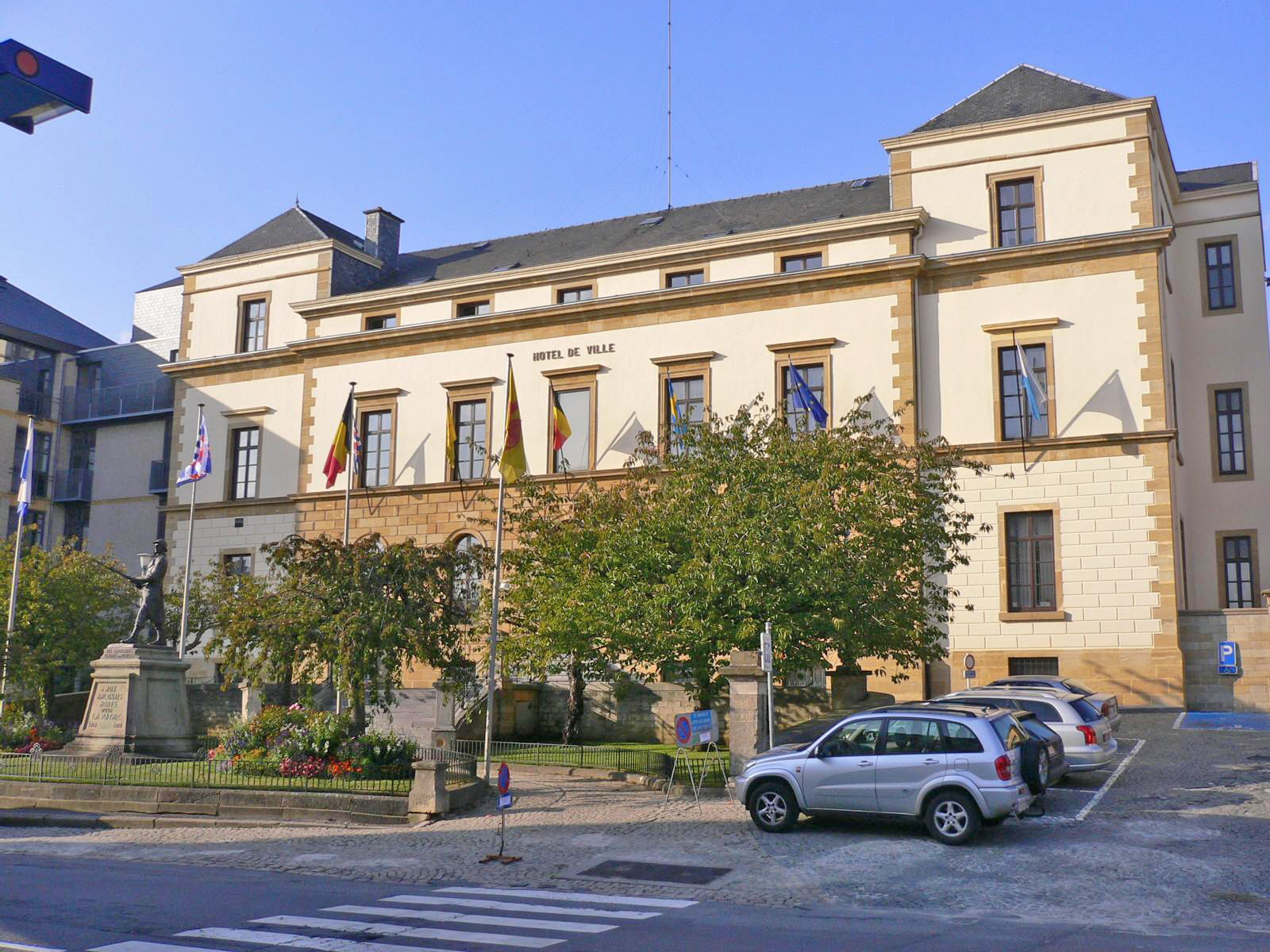
Arlonská radnice

## Partnerská města
- Alba, Itálie
- Bitburg, Německo
- Diekirch, Lucembursko
- Hayange, Francie
- Market Drayton, Spojené království
- Saint-Dié-des-Vosges, Francie
- Sulphur, Louisiana, USA

## Významní rodáci
- Johann Kaspar Basselet von La Rosée (1710-1795), bavorský generál
- Godefroid Kurth, (1847-1916), historik

## Demografický vývoj
- Zdroj: NIS. Poznámka: údaje z let 1806 až 1970 včetně jsou výsledky sčítání lidu z 31. prosince; od roku 1977 se uvedený počet obyvatel vztahuje k 1. lednu
- 1977: připojení obcí Autelbas, Bonnert, Guirsch, Heinsch a Toernich